# Ту-107
Ту-107 — прототип советского военного транспортного самолёта, основанного на базе Ту-104. Особенностью самолёта была погрузочная аппарель и он предназначался для транспортировки легких машин, артиллерийских установок или до 70 парашютистов. Единственный прототип был успешно протестирован, но так и не поступил в серийное производство.

## Тактико-технические характеристики
Приведены данные Ту-107.
Источник данных: Арсеньев, 2000.

Технические характеристики
- Экипаж: 6
- Пассажировместимость: до 100 солдат или 70 парашютистов
- Грузоподъёмность: 10 000 кг
- Длина: 38,85 м
- Размах крыла: 34,54 м
- Высота: 11,53 м
- Площадь крыла: 174,4 м²
- Масса пустого: 43 000 кг
- Максимальная взлётная масса: 76 000 кг
- Масса топлива во внутренних баках: 25 000 кг
- Силовая установка: 2 × ТРД РД-3М-500
- Тяга: 2 × 93,2 кН 9 500 кгс

Лётные характеристики
- Максимальная скорость: 972 км/ч на 5 650 м
- Крейсерская скорость: 750-800 км/ч
- Практическая дальность: 2 740 км
- Практический потолок: 11 200 м
- Длина разбега: 1 970 м
- Длина пробега: 1 850 м

Вооружение
- Стрелково-пушечное: 2 × 23 мм пушки АМ-23 в кормовой установке ДК-7Т